# Hassan Honarmandi
Hassan Honarmandi (persan : حسن هنرمندی, né le 22 mars 1928 à Taléghan en Iran et mort le 19 septembre 2002 à Paris 13e par suicide) est un écrivain, poète et traducteur.